# سیارک ۱۹۶۵۶
سیارک ۱۹۶۵۶ (به انگلیسی: 19656 Simpkins، نامگذاری:1999RA122) نوزده هزار و ششصد و پنجاه و ششمین سیارک کشف شده‌است که در ۹ سپتامبر ۱۹۹۹ کشف شد.
قدر مطلق سیارک برابر ۱۰.۷ است.